# Телевтий
Теле́втий — спартанский наварх (адмирал), сын бедного спартанца Теодора и вдовы царя Архидама II — Эвполии. Брат царя Агесилая II и царевны Киниски. Принимал деятельное участие в Коринфской войне. Он помог Агесилаю разрушить «Длинные стены» между Лехеем и Коринфом (391 до н. э.) Был послан к острову Родосу на помощь аристократам и по пути подчинил Самос. Предпринял ночное нападение на Пирей (388 до н. э.) Был убит во время осады Олинфа (381 до н. э.)